# Karakulam
Karakulam es una ciudad censal situada en el distrito de Thiruvananthapuram en el estado de Kerala (India). Su población es de 29624 habitantes (2011). Se encuentra a 11 km de Thiruvananthapuram y a 65 km de Kollam.

## Demografía
Según el censo de 2011 la población de Karakulam era de 29624 habitantes, de los cuales 14420 eran hombres y 15204 eran mujeres. Karakulam tiene una tasa media de alfabetización del 93,94%, inferior a la media estatal del 94%: la alfabetización masculina es del 95,91%, y la alfabetización femenina del 92,09%.